# جيمس ولز روبسون
جيمس ولز روبسون هو سياسي كندي، ولد في 1 مارس 1867، وتوفي في 28 يناير 1941.